# Saccara
Saccara ist eine Metal- und Rechtsrock-Band aus Meppen.

## Bandgeschichte
Die Band Saccara wurde 1986 von den Cousins Daniel (Gesang und Bass), Norbert (Gitarre) und Matthias (Schlagzeug), die zu dieser Zeit 16 Jahre alt waren, gegründet. Als Namen verwendete man den Stadtnamen der ägyptischen Totenstadt Sakkara. 1987 entstand das erste Demo Ketchup Metal, zu dieser Zeit spielte die Gruppe deutschsprachigen Fun Metal im Stile von A.O.K. Das zweite Demo Deckel hoch – Der Kaffee kocht sicherte der Gruppe einen Vertrag mit Metal Enterprises. Das Debütalbum Urbi et Orbi erschien 1990 und kam ohne politische Texte aus. 1990 erschienen zwei Lieder auf dem Sampler 6 für Deutschland zusammen mit Böhse Onkelz, A.O.K., SpringtOifel, Boots & Braces und Kahlkopf.
Anschließend spielte die Gruppe ein weiteres Demo unter dem Titel Hoch das Bein, das Vaterland soll leben ein. Dieses zeigte schon die ersten rechtsextremen Tendenzen mit eindeutigen Titeln wie Rassenkrieg und Ich bin ein Deutscher. Wieder über Metal Enterprises erschien das Album Der letzte Mann, das musikalisch klar im Rechtsrock verortet werden kann. Es wurde am 30. November 1994 indiziert. Von den 16 Titeln, die bei einer Zusammenarbeit mit Kahlkopf entstanden, wurden „gleich 10 Stücke seitens der Plattenfirma als ‚bedenklich‘ abgewiesen“. Ansonsten läuft laut eigener Angaben „alles mehr oder weniger legal ab“.
1995 erschienen die beiden Alben Sturmfest und erdverwachsen (eine Anspielung auf das Niedersachsenlied) und Saccara, dein Freund + Helfer, die wieder mehr auf lustige Texte setzten. Dennoch sind auch einige antisemitische Texte vorhanden, so bediente man sich unter anderem bei Wilhelm Buschs Die fromme Helene und Plisch und Plum:

„Und der Jud’ mit krummer Nase, krummer Fers’ und krummer Hos’, schlängelt sich zur hohen Börse, tiefverderbt und seelenlos … Augen schwarz und Seele grau, Hut nach hinten, Miene schlau … So ist Schmulchen Schnievelbeiner [ sic!]– Schöner ist doch unsereiner“

Danach gründete Giese Stahlgewitter und es wurde ruhig um Saccara. Mutmaßlich waren neben Giese auch weitere Saccara-Mitglieder an dem Projekt Zillertaler Türkenjäger beteiligt. Dies konnte jedoch niemandem nachgewiesen werden, das Verfahren gegen Giese wurde 2005 eingestellt.
2001 kehrte Saccara mit der CD Weltvergifter zurück, die vor allem antisemitische und antiamerikanistische Texte enthält und deren Cover an Karikaturen aus der antisemitischen Zeitung Der Stürmer erinnert. Im Booklet der CD sind Fotos von Karl Dall, Rudolph Moshammer und Dave Dudley abgedruckt.
Die Gruppe beteiligte sich außerdem an zahlreichen einschlägigen Kompilationen. Des Weiteren hatten die Bandmitglieder einen mittlerweile inaktiven Versand namens Furor Teutonicus in Meppen gegründet, der zahlreiche Rechtsrock-Produktionen und Szenekleidung anbot.

## Bedeutung
Als Metal-Band hatte Saccara keine nennenswerte Bedeutung und war nur eine der zahlreichen Crossover-Bands zwischen Thrash Metal und Grindcore. Im Metal Hammer wurde das Debüt verrissen: Martin Groß bezeichnete die Band als „weiteres Signing des experimentierfreudigen Ingo Nowotny, der offenbar ausloten will, wie man am besten Dreck zu Geld machen kann. Bei Projekten wie Saccara kann ich mir vorstellen, daß er die unter Abschreibungen laufen läßt.“ Die „übliche Müllproduktion“ und die „wichtige[n] Gedanken über ihre Verdauungsprobleme“ gäben „zur Heiterkeit Anlaß“, das „Straßendeutsch“ sei „schon fast schlechter […] als das der Dimple Minds. […] Was die Jungs verbrochen haben, ist nichts anderes als eine absolut bescheuerte, verkrampft witzig wirkend wollende Platte, die zum Zweck hat, mit provokanten Texten aufzufallen, um schließlich auf den die Nachfrage fördernden Index für jugendgefährdende Schriften zu gelangen.“ Statt der beim Metal Hammer üblichen Bewertung von einem bis sieben Punkten gab Groß einen Minuspunkt. Trotz des Verrisses warb die Band zu ihrem elfjährigen Bestehen in einer Kleinanzeige im Magazin, in der sie Saccara als „Musik für Kenner + Genießer“ bezeichnete und zum Anfordern ihrer neuen Liste über ihr Postfach in Meppen aufforderte. Die Seite The Thrash Metal Guide hingegen bezeichnete das Album als „nicht allzu schlecht“ und verglich es mit Rumble Militia und D.R.I.
Mit dem Wechsel zur Rechtsrock-Band entwickelte sich Saccara zusammen mit Kahlkopf zum Aushängeschild des Labels Metal Enterprises, das versuchte, mit dem Böhse-Onkelz-Hype auf den Rechtsrock-Zug aufzuspringen und durch ihre guten Verbindungen zu Bellaphon Records über einen geeigneten Vertrieb verfügten. Der eher am Metal orientierte Rechtsrock der Band diente außerdem als Bindeglied zwischen der rechtsextremen Szene und der Metal-Szene. Die anfangs dilettantische Musik stieß „lange Jahre weder in der einen noch in der anderen Szene auf Anklang“. Die Gruppe wurde eher in rechten Skinhead-Kreisen rezipiert und öffnete durch ihr Aussehen und ihre eindeutigen Texte die Szene auch für Langhaarige.

## Diskografie

### Demos
- 1987: Ketchup Metal
- 1989: Deckel hoch – der Kaffee kocht (Demo)
- 1992: Hoch das Bein, das Vaterland soll leben (Demo)

### Alben
- 1990: Urbi Et Orbi
- 1994: Der letzte Mann (indiziert)[3]
- 1995: Saccara, Dein Freund + Helfer
- 1995: Sturmfest und erdverwachsen
- 2001: Weltvergifter

### Kompilationen
- unbekannt: Demos (indiziert)[16]
- unbekannt: Die Deutschen kommen! (indiziert)
- 1990: 6 für Deutschland
  - 2016: Der letzte Mann auf FreilichFrei - Acoustic Covers